# جاسبر ليو
جاسبر ليو (بالصينية: 劉以豪) هو عارض وممثل تايواني، ولد في 12 أغسطس 1986 بتايبيه في تايوان.

## وصلات خارجية
- جاسبر ليو على موقع IMDb (الإنجليزية)
- جاسبر ليو على موقع قاعدة بيانات الفيلم (الإنجليزية)